# مقبرة سيدي أمحمد بوقبرين
مقبرة سيدي أمحمد بوقبرين أو مقبرة بلوزداد هي مقبرة تقع حول زاوية سيدي أمحمد بوقبرين في بلدية بلوزداد ضمن ولاية الجزائر.

## التاريخ
تم إنشاء مقبرة سيدي أمحمد بوقبرين خلال العام 1790م إلى الجنوب من قصبة الجزائر.

## الشخصيات المدفونة

### أ
- أحمد صنهاجي[3]
- أمينة بلوزداد

### ح
- حسيبة بن بوعلي[4]

### ز
- زبير بوعجاج[5]

### س
- سيدي أمحمد بوقبرين

### ع
- عبد الرحمن الجيلالي[6]
- العربي زكال[7]
- عيسات إيدير[8]

### م
- مالك بن نبي
- محمد البشير الإبراهيمي
- محمد بلوزداد[9]

## الموقع
تقع مقبرة سيدي أمحمد بوقبرين غير بعيد عن الطريق الوطني رقم 11 المار بالشريط الساحلي الممتد من مصب وادي الحراش إلى غاية «ميناء الجزائر».
وتقع هذه المقبرة على بعد 4 كلم إلى الجنوب من قصبة الجزائر، غير بعيدة عن البحر الأبيض المتوسط.
وتقع هذه المقبرة في بلدية بلوزداد بـمتيجة ومنطقة القبائل.

### مواضيع ذات صلة
- مقبرة سيدي عبد الرحمان الثعالبي
- مقبرة العالية
- مقبرة القطار
- زاوية سيدي أمحمد بوقبرين

### فيديوهات
- زاوية سيدي أمحمد بوقبرين على يوتيوب
- مقبرة سيدي أمحمد بوقبرين على يوتيوب
- وثائقي حول بلدية بلوزداد على يوتيوب
- وثائقي حول بلدية بلوزداد على يوتيوب
- صور حول بلدية بلوزداد على يوتيوب| - ع - ن - ت مقابر الجزائر                                                    | - ع - ن - ت مقابر الجزائر |
| ---------------------------------------------------------------------------- | ------------------------- |
| - مقبرة العالية - مقبرة سيدي أمحمد بوقبرين - مقبرة سيدي عبد الرحمان الثعالبي |                           |